# 日本海海洋気象センター
日本海海洋気象センター（にほんかいかいようきしょうセンター）とは京都府舞鶴市下福井に設置されている、気象庁大気海洋部環境・海洋気象課に属する組織である。
日本近海を中心に世界の海水温や海流の方向や速度などの予測を円滑に行えるようにするためのシミュレーションシステムの開発及び日本海の海底形状や海水温のデータ解析を行うこと等を通して、海洋に関する調査開発業務をより高度にかつ一体的に行えることを目的とした業務を行っている。
舞鶴海洋気象台の時と比べて、職員数は25人から6人へと大幅に削減され、海洋関係の業務のみを行う。

## 歴史
- 2013年1月29日、舞鶴海洋気象台の廃止及び旧舞鶴海洋気象台の施設に日本海海洋気象センターを新設する旨、この日閣議決定された平成25年度政府予算案に盛り込まれたことが気象庁により発表された[1][10][3][2]。
- 2013年4月1日、9月30日の業務終了を半年後に控えた段階で、気象予報業務を大阪管区気象台と京都地方気象台にそれぞれ移管・引継ぎを行うと同時に、人員もこれまでの25人から8人へと大幅削減を実施した（のちにさらに削減）[11]。これに関連して、これまで行われてきた桜の開花発表の業務もその歴史に幕を下ろした。現在、標本木がある土地は、更地に戻した上で所有者である国へ返還する予定であったが、「桜だけでも残すことはできないか」という市民の声により、観測に関係のない桜が1本残され、その管理は日本海海洋気象センター職員が引き継ぐこととなった[12]。なお、舞鶴海洋気象台としては最後の観測・発表となった2013年の桜の開花は3月25日となり、平年より9日早かったため、もし平年通りの開花時期の開花であったならば発表できなかった開花を、結果的に発表することができた[11]。
- 2013年9月30日、舞鶴海洋気象台が65年に亘る業務を終了[1][9][2]。
- 2013年10月1日、日本海海洋気象センターが新たに発足[1][9]。
- 2020年10月1日、気象庁の組織改正により地球環境・海洋部海洋気象課から大気海洋部環境・海洋気象課に所属が変更。

## 所在地
- 〒624-0946　京都府舞鶴市下福井901

## 脚註
1. 1 2 3 4  消える神戸「海洋」気象台　「地方」に改編へ　神戸新聞　2013年1月29日22:42配信　2013年1月30日閲覧
2. 1 2 3  「海洋気象台」の名前 消滅へ[リンク切れ]　関西テレビ　2013年1月30日12:05最終更新　2013年2月1日閲覧
3. 1 2  全国の「海洋気象台」消える[リンク切れ]　沖縄タイムス　2013年1月29日18:44配信　2013年1月30日閲覧
4. ↑  「海洋気象台」、組織改編で消滅　10月から　日経電子版　2013年1月30日10:11配信　配信日に閲覧
5. ↑  “全国の「海洋気象台」消える”. デイリースポーツオンライン (神戸新聞社). (2013年1月29日).  オリジナルの2013年1月30日時点におけるアーカイブ。
6. ↑  平成25年度気象庁予算案の概要について（組織及び定員関係）報道向けPDF　気象庁　2013年1月29日配布
7. ↑  舞鶴海洋気象台 9月廃止　「日本海海洋気象センター」に　京都新聞　2013年01月30日09:20配信　配信日に閲覧
8. ↑  全国の「海洋気象台」消える　神戸は90年の歴史に幕[リンク切れ]　河北新報　2013年01月29日配信　配信日に閲覧
9. 1 2 3 4  舞鶴海洋気象台 9月廃止　「日本海海洋気象センター」に　京都新聞　2013年01月30日09:20配信　配信日に閲覧
10. 1 2  平成25年度気象庁予算案の概要について（組織及び定員関係）報道向けPDF　気象庁　2013年1月29日配布　2013年1月30日閲覧
11. 1 2  ［古都の風］「別れ惜しむ」早期の開花[リンク切れ] （読売新聞　2013年4月7日配信　2013年4月8日閲覧）
12. ↑  標本木の桜、伐採せず　舞鶴海洋気象台、市民らの訴え実る （京都新聞　2013年6月6日配信　2013年10月21日閲覧）